# Іванов Іван Олексійович (спортсмен)
Іванов Іван Олексійович (нар. 8 січня, 1989, Комсомольськ, Полтавська область, Українська РСР) —український тріатлоніст, учасник Олімпійських ігор 2016 року. Срібний призер чемпіонату світу з акватлону 2013 року. Майстер спорту України міжнародного класу.

## Виступи на Олімпіадах
| Олімпіада           | Дисципліна | Результат | Місце |
| Ріо-де-Жанейро 2016 | Тріатлон   | 1.56,00   | 49    |